# Голос Безмовності
«Голос Безмовності» (англ. The Voice of the Silence) — книга Олени Петрівни Блаватської. Написана в 1889 році в Фонтенбло. Вперше була опублікована в тому ж році в Лондоні. Дослідники віднесли її до «авторитетних документів сучасної теософії», включивши в список основних праць письменниці.
Книга складається з трьох фрагментів: «Голос Безмовності», «Два Шляхи» та «Сім Брам», записані автором по пам’яті з «Книги Золотих Правил», одній з багатьох книг, які на Сході використовуються учнями  містичних шкіл. Джерело, з якого були узяті згадані три фрагменти, належить до тієї ж серії, що і «Книга Дзіан», що послужила основою для «Таємної доктрини».

## Думка дослідників
Вільям Джеймс в лекції, присвяченій містицизму, відмітивши, що в містичній літературі постійно зустрічаються суперечливі вирази, на кшталт: «сліпучий морок», «шепіт тиші», «плідна безплідність», привів декілька витримок з «Голосу Безмовності».
Арнольд Калнітський у своїй книзі про теософський рух писав, що твердження Блаватської про її фізичне перебування та життя в Тибеті протягом довгого часу бралося під сумнів, проте вміст її книги «відображає дійсні переживання буддиста», навіть якщо не визнавати її як створену на основі справжнього буддійського джерела.
Відзначивши, що ця книга — «унікальне поетичне зображення шляху духовної реалізації», він привів свідоцтво Анні Безант про деяких, як він виразився, «інтригуючих і містифікуючих» обставинах того, як О. П. Блаватська працювала над книгою:

Вона написала її у Фонтенбло, і велика частина була зроблена, коли я була з нею й сиділа в кімнаті, тоді як вона працювала. Мені відомо, що вона писала, не справляючись ні по яких книгах, в точності неначебто вона брала з пам'яті, або читала звідти, де не було жодної книги. Написавши при мені за вечір цей рукопис, вона попросила мене та інших перевірити її на правильність англійської [мови], оскільки вона писала настільки швидко, що була упевнена, що вийшло погано.

У самих віршах відчувається «якась таємничість і поетична символіка», тоді як коментарі нечисленні та без підтексту. Головна мета книги полягає в тому, щоб ясно показати прагнучій до духовності людині «дорогу, ведучий до містичної реалізації».
На відміну від інших своїх вигадувань, в цій книзі Блаватська не займається порівнянням, захистом або виправданням вмісту або заперечуванням пануючих вистав. Та і за своїм розміром книга значно менше її головних робіт, і коментарі, головним чином, складаються з визначень термінів і пояснень віршів.
Ідентифікація «Крішни-Хріста» як «Вищого Я» недвозначно вказує, що питання, що розглядаються в книзі, є «містичними за змістом», і хоча вони виражені в буддійських термінах, їх неважко замінити «еквівалентними термінами і поняттями, прийнятними для теософів, що розділяють положення синкретичної філософії».
На думку Калнітського, ця книга повністю сумісна з принципами теософського світогляду, вираженого в інших творах Блаватської, але в ній більше, ніж в інших книгах, є «істинно релігійних відчуттів і вистав».
Дослідник теософського руху Елвін Кун написав про книгу Блаватської наступне:

Своєю ритмічною модуляцією її поезія сприяє посиленню відчуття містичної відданості. Як і інші книги Сходу, вона складається з морально-духовних повчань, представляти які у вигляді систематичної експозиції етичних принципів не має сенсу, якщо не привести їх духовну суть до молитовної форми, здібної до виявлення магічної сили при її ритуальному використанні. У цій книзі неважко виявити головну причину тієї недовіри до примітивного психизму, яка так різко виділяє теософію серед сучасних культів. Докласти зусилля для зменшення «важкої карми людства» вважається істотнішою заслугою, ніж підпорядкувати своїй волі які-небудь ефірні або електричні сили природи.

## Відгуки буддистів
Японський філософ і буддист Д. Т. Судзукі стверджував, що в книзі Блаватської представлені глибокі положення вчення махаяни, в яких вона, поза сумнівом, була посвячена.
У 1927 році адміністрація Панчен-ламі IX Тубден Чокьі Ньіма допомогла Китайському товариству дослідження буддизму в Пекіні опублікувати книгу Блаватської. Книга була доповнена посланням самого Панчен-лами, спеціально для цього ним написаним.
У 1989 році в ознаменування 100-ї річниці виходу у світ «Голосу Безмовності», було випущено ювілейне видання, передмову для якого написав Далай-лама XIV Тендзін Гьяцо. У цій передмові, озаглавленій «Шлях Бодгісаттви», він говорить, що книга Блаватської робить сильний вплив на людей, які щиро шукають і прагнуть залучитися до мудрості і співчуття.

### Парадокси й поезія
Санґгаракшита писав, що зміст «Голосу Безмовності» так само парадоксальний, як і його назва. Наприклад, у першому фрагменті книги учня попереджають: «Ти не можеш слідувати по Шляху, якщо не зробившся сам цим Шляхом». Всі школи буддизму вважають, що ідея незмінності душі (або Его) є помилкою, тому безглуздо говорити про досягнення нірвани тією або іншою людиною. Духовний прогрес полягає не в накопиченні духовних досягнень Его (як якби вони були якимось особистим майном), але в ослабленні Его, або, вірніше, помилкової ідеї "ячества" (англ. Egohood), таким чином, що з грубого Его стає тонким, з тонкого — ще більш тонким, поки, зрештою, прагне не стає як би «безособовим потоком духовної енергії, яка поступово стає все ширше й глибше, і, нарешті, він виявляє, що вона збігається з бездонним океаном нірвани». І «Голос Безмовності», парадоксально ідентифікуючи Шлях і прагне, в дійсності нагадує нам, що, подібно до того, як індивідуальність, або людина, є всього лише назвою «деякого набору психосоматичних станів», так і Шлях — це всього лише зручне позначення для послідовності думок, слів і вчинків, орієнтованих в напрямку Просвітлення. Ще один приклад парадоксу узятий із фрагмента III, де бодгісаттва, перебуваючи на порозі Просвітлення, говорить: «Якщо хочеш стати Татхагатою, іди по слідах попередника твого, будь безкорисливим до нескінченного кінця».
Також «Голос Безмовності» рясніє поетичними образами. Наприклад, людські душі порівнюються з птахами: «Поглянь на сонми душ; стеж, як вони метаються над бурхливим морем людського життя». Про людину, що пройшла Шлях до кінця й стала  Буддою, сказано так: «І стоїть він відтепер, подібний білосніжній колоні на заході; висхідне світило вічної думки виливає на його лик перші яскраві хвилі свої».
Але сутність поезії не зводиться до образів, також необхідні й інші елементи, наприклад, ритм. Хоча в наш час визнано, що поезія може обійтися без розміру й рими, «важко уявити собі поезію без будь-якого ритму». Немає ніяких сумнівів у тому, що поезія «Голосу Безмовності» вельми ритмічна. Спеціаліст по просодії відзначить, що такі строфи «легко скандуються»:
Нехай душа твоя слух

Зверне до всіх болю стогонів,

Лотоса серцю подібно,  відкритому

Ранковим сонця променів згріваючим.

Не дозволяй спеку сонця жорстокому

Висушити гіркі сльози страждання,

Перш ніж сам ти витреш

Очі стражденних.

Кожній сльози людської

Вологу горючу в серце прийми

І бережи там до того часу,

Як згине біль, що ту сльозу породила.